# Forney-Robinson-Pascoe-Syndrom
Das Forney-Robinson-Pascoe-Syndrom ist eine sehr seltene angeborene Erkrankung mit einer Kombination von Fehlbildungen an Herz (Mitralinsuffizienz), Wirbelsäule, Hand, Gesicht und Schwerhörigkeit
Synonyme sind: Forney-Syndrom; Kardio-spondylo-carpo-faziales Syndrom; CSCFS
Die Erkrankung ist nach den Erstbeschreibern aus dem Jahre 1966, den US-amerikanischen Kinderärzten William Forney, Saul Robinson und Demler Pascoe, benannt.

## Vorkommen
Die Häufigkeit wird mit unter 1 : 1.000.000 angegeben. Die Vererbung erfolgt autosomal-dominant.

## Ursache
Der Erkrankung liegen Mutationen im MAP3K7-Gen auf Chromosom 6 Genort q15 zugrunde, welches für eine MAP-Kinase-Weg-Kinase 7 (mitogen-activated protein kinase kinase kinase 7), eine den Transforming Growth Factor beta aktivierende Kinase 1 (TAK1) kodiert.
Missense-Mutatioinen in diesem Gen wurden auch bei der Frontometaphysäre Dysplasie Typ 2 nachgewiesen.

## Klinische Erscheinungen
Klinische Kriterien sind:
- Herzfehler, häufig angeborene Mitralinsuffizienz oder Septumdefekte
- Stapes-Fixation mit angeborener Schwerhörigkeit
- Fusion von Halswirbelkörpern, von Fuß- oder Handknochen, Brachydaktylie und Klinodaktylie, kurze Extremitäten, Gelenkinstabilität
- Gedeihstörung
- Wachstumsstörung mit Kleinwuchs
- Iris-Heterochromie, hoher Gaumen, Hypertelorismus, nach vorne gerichtete Nasenlöcher, langes Philtrum